# Alois Wolters
Alois Wolters (* 9. Juni 1914 in Walsum; † 1978) war ein deutscher Kommunalpolitiker (FDP).

## Werdegang
Wolters war von Beruf Obersteuerinspektor. Vom 8. November 1956 bis zur Auflösung der Gemeinde am 30. Juni 1969 Bürgermeister der Gemeinde Flüren. Bei der Bundestagswahl 1957 kandidierte er erfolglos auf der Landesliste Nordrhein-Westfalen.
Von 1970 bis 1978 war er Stadtdirektor der Stadt Wesel.

## Ehrungen
- 1978: Verdienstkreuz 1. Klasse der Bundesrepublik Deutschland[4]